# Хартум (фільм, 1966)
«Хартум» (англ. Khartoum) — британський епічний воєнний фільм 1966 року, режисера Безила Дірдена, написаний Робертом Ардрі. Історія про грандіозне зіткнення англійського генерала Чарльза Гордона та лідера мусульман Махді, який оголосив про початок священної війни «джихад» проти чужих прибульців-загарбників.

## Сюжет

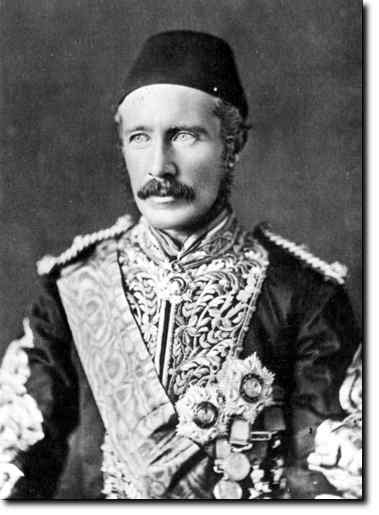
Гордон Паша

У 1885 році під час облоги Хартума під час війни магдистів у Судані, головний мусульманин, Махді підняв повстання проти окупантів Єгипту та їх британських союзників. Він завоював великі ділянки долини Нілу та знищив три єгипетські армії. Прем'єр-міністр Британії Вільям Гладстон надіслав посланця генерала Чарльза Гордона, на прізвисько Гордон Паша, до Хартуму, щоб гарантувати захист британських громадян.

## Ролі виконують

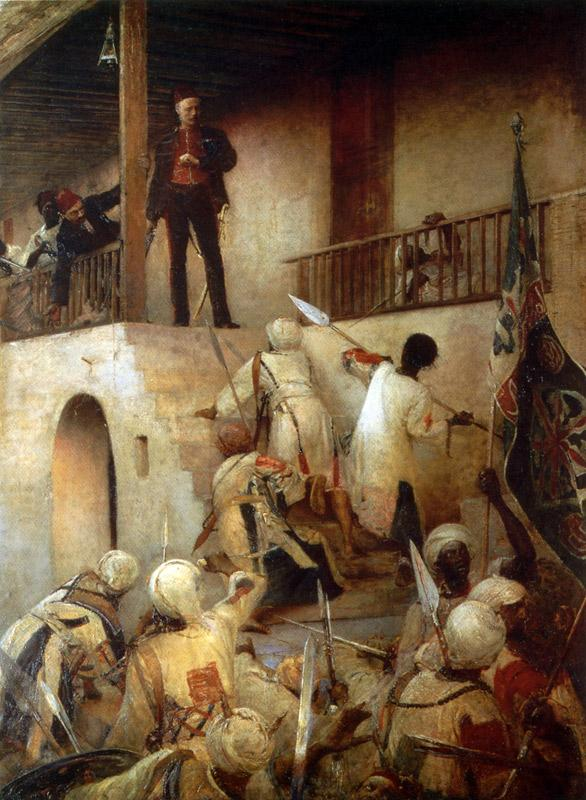
Момент загибелі
Чарльза Гордона

- Чарлтон Гестон — Чарльз Джордж Гордон, військовий губернатор Судану, полководець та інженер
- Лоуренс Олів'є — Махді
- Річард Джонсон[en] — Дж. Д. Г. Стюарт[en], помічник Гордона
- Ральф Річардсон — Вільям Гладстон, прем'єр-міністр
- Александер Нокс — Евелін Берінг, генеральний консул Єгипту
- Джонні Сека[en] — Халіл
- Роджер Дельгадо